# Juan José Botero Ruiz
Juan José Botero Ruiz (Rionegro, 13 de enero de 1840-Rionegro, 9 de febrero de 1926) fue un escritor colombiano, de la entonces República de la Nueva Granada que colaboró en la edición de varios periódicos y revistas literarias. Igualmente, fue oficial del general Tomás Cipriano de Mosquera.
Nació en Rionegro el 12 de enero de 1840, hijo del ilustre comandante don José María Botero y Villegas quien fue edecán de Bolívar en el ejército libertador y compañero de armas del Gran General José María Córdova, Juan José Botero también hizo campañas como oficial del General Tomás Cipriano de Mosquera, habiéndose destacado en la batalla de "Cuaspud". Terminadas esas campañas, se dedicó a la agricultura y fue de los primeros cultivadores de café en gran escala, alternando sus labores del campo con sus inquietudes literarias como poeta festivo y autor de obras teatrales al estilo de su época. En su obra Botero resalta escenas de la vida del General Córdova.
Cultivó también los géneros literarios novela y cuento y en su obra de mayor deal cance es sin duda alguna Lejos del Nido, novela de ambiente regional (Antioquia), de la cual se han hecho ya varias ediciones. Íntimo amigo de Epifanio Mejía y de los más connotados intelectuales de su tiempo,
murió en Rionegro en febrero de 1926

## Obras
- Dramas:
  - Margarita.
  - Los Cazadores de Guamito.
  - El Mártir del Santuario.
  - Las Bodas de un Francés.
- Sainetes:
  - Un Duelo a Taburete.
  - Nosce te Ipsum.
- Cuento:
  - Historia de un Bagaje contada por él mismo.
- Novela:
  - Lejos del nido.